# Iselma metallescens
Iselma metallescens es una especie de coleóptero de la familia Meloidae que habita en Sudáfrica.